# 명지산
명지산(明智山)은 대한민국 경기도 가평군 북면 하면에 걸쳐 있는 높이 1,267m의 산이다. 1991년 10월 9일에 군립공원으로 지정되었다. 경기 육괴 경기변성암복합체의 미그마타이트(혼성암)질 흑운모 편마암으로 구성된다.

## 같이 보기
- 한국의 산
- 가평군의 지질